# Strawberry Alarm Clock
Strawberry Alarm Clock — американская рок-группа, исполняющая музыку в жанре психоделического рока и психоделического попа и известная благодаря своему хиту Incense And Peppermints.

## История

### Ранние годы
Группа образовалась в Глендейле, Сан-Франциско, и называлась Thee Sixpence. В ней играли Ли Фриман (вокал, ритм-гитара), Эд Кинг (ведущая гитара), Майк Лючано (вокал), Стив Рэйб (гитара), Гари Ловетро (бас) и Джин Ганнелз (ударные). Группа выпустила несколько синглов на лейбле All American Records. Своих песен у них не было, и они исполняли только известные шлягеры. В 1967 году к ним пришли клавишник Марк Вейц и ударник Рэнди Сеол. Они выпустили синглом песню Вейца Heartful of Rain в 1967 году. Это была их первая песня.
Марк Вейц написал и известную всем фанатам группы песню Birdman of Alkatrash. А на би-сайд этого сингла решили записать инструментальную композицию Кинга и Вейца Incense & Peppermints. Фрэнку Слею, продюсеру, песня понравилась, но сказал им, что ей нужен хороший текст. Группа пыталась написать текст, но ничего не выходило. Тогда Слей посоветовал им свой авторский дуэт — Джона Картера и Тима Гилберта. Картер написал для неё текст, но в авторство внесли ещё и Гилберта. При её записи тоже возникли проблемы. Ли Фриману не нравилась песня, и он наотрез отказался её петь. Спел её Грег Манфорд, 16-летний парнишка, слонявшийся по студии. Из-за споров с авторством песни как авторов написали только Картера и Гилберта. Никто не возразил, ибо это была песня только для би-сайда, но именно она больше понравилась радио-диджеям и стала единственным хитом группы.

### Strawberry Alarm Clock
Вскоре группа перешла на лейбл UNI records. К тому времени к ним присоединились Джордж Баннелл, ставший у них вторым басистом, и Стив Бартек, 15-летний парень, игравший на гитаре и на флейте. Лейбл потребовал от них нового названия, более подходящего. Ребята долго думали над названием. Кто-то предложил название Strawberry, вероятно, имея в виду песню «Strawberry Fields Forever» группы The Beatles. Когда они безуспешно придумывали название, их внимание привлек обычный будильник, издававший весьма дурацкие звуки. Они одновременно посмотрели на него, и так родилось название Strawberry Alarm Clock. Фрэнку Слею название понравилось, и он их так и записал.

### Первый альбом
С приходом Джорджа Баннелла и Стива Бартека в репертуаре Strawberry Alarm Clock появилось несколько новых песен, таких как «The World’s on Fire», «Strawberries Mean Love», «Birds in My Tree» и «Rainy Day Mushroom Pillow». Первый альбом, называвшийся Incense & Peppermints, вышел в ноябре 1967 года и попал на 11 строчку хит-парада Billboard. Больше такого успеха Strawberry Alarm Clock повторить не смогли. Материал в альбоме был большей частью написан Джорджем Баннелом и Стивом Бартеком, большая часть песен была спета Рэнди Сеолом. Incense & Peppermints стал классикой психоделического жанра.

### Дальнейшая история
В конце 1967 года группа снялась в фильме «Псих-аут», где публике была представлена песня «Pretty Song from Psych-Out». В декабре 1967 года вышел сингл «Tomorrow»/«Birds in My Tree». Он достиг 23 строчки в чартах. За ним группа выпустила альбом Wake Up…It’s Tomorrow. Из-за того, что лейбл замешкался с его выпуском, альбом очень плохо продавался. Кроме того, прежний басист группы Гари Ловетро подал на них в суд, отсудил 25 000 долларов и покинул группу. Позже они выпустили альбом The World in a Seashell, записью которого лейбл занялся лично, из-за чего почти вся первая сторона пластинки была забита инструментальной музыкой, а в авторстве числились левые люди. Альбом также был коммерчески провальным.

### Распад
Провал альбома The World in a Seashell негативно отразился на дальнейшей истории группы. Джордж Баннелл и Рэнди Сеол ушли и основали другой проект, тоже называвшийся Strawberry Alarm Clock, из-за чего промоутеры были сбиты с толку и это помешало концертной деятельности обоих коллективов. Тогда на бас-гитару перешел Эд Кинг, фронтменом стал Джимми Питман, а за ударные встал Марти Катон, позже замененный Джином Ганнелзом. В этом составе они записали четвёртый альбом. Он был написан большей частью Питманом, абсолютно не был похож на их старые записи и содержал, в основном, блюзовый материал. Он также провалился, и после его издания ушли Питман и Вейц. Вместо Питмана на гитару встал Пол Маршал. Группа записала несколько синглов, ни один из которых не попал в чарты, снялись в фильме Расса Мейера За пределами долины кукол, но после ухода Кинга в Lynyrd Skynyrd перестали существовать.

### Воссоединение
Stawberry Alarm Clock несколько раз воссоединялись в семидесятые и восьмидесятые годы. В 1982 году группа была воссоединена Фриманом и Баннелом. В группу вернулись Вейц, Сеол, Бартек и Ганнелз. В 1986 к ним присоединился новый гитарист Хоуи Андерсон. В этот период они дали множество концертов, на которых был представлен и новый материал.
В 2010 году умер Ли Фриман. Пост фронтмена надежно закрепился за Сеолом. В 2012 году группа выпустила новый альбом Wake Up Where You Are, состоявший как из старых хитов, так и из нового материала. Strawberry Alarm Clock продолжают выступать и ныне. 21 октября 2012 года они выступили на фестивале Love ride 29.

## Участники
Нынешние
- Джин Ганнелз — ударные (1966, 1969—1971, 1983-наши дни)
- Джордж Баннелл — бас-гитара, гитара, электрическая мандолина (1967—1968, 1974—1975, 1982-наши дни)
- Рэнди Сеол — ударные, вокал, перкуссия, вибрафон (1967—1968, 1974—1975, 1983-наши дни)
- Стив Бартек — гитара, флейта (1967—1968, 1974—1975, 2006-наши дни)
- Хоуи Андерсон — ведущая гитара (1986-наши дни)
- Марк Вейц — орган (1967—1969, 1982—1983, 2006-наши дни)

Бывшие
- Ли Фриман — вокал, ритм-гитара, ситар, гармоника (1966—1971, 1974—1975, 1982—2010)
- Эд Кинг — ведущая гитара, бас-гитара (1966—1971, 2007)
- Гари Ловетро — бас-гитара (1966—1967)
- Джимми Питман — гитара (1969)
- Пол Маршал — гитара (1970—1971)
- Марти Катон — ударные (1968-1969)

## Дискография

### Альбомы
- Incense & Peppermints UNI 3014 (Mono) & 73014 (Stereo) — 1967 #11
- Wake Up...It's Tomorrow UNI 73025 — 1968
- The World In a Seashell UNI 73035 — 1968
- Good Morning Starshine UNI 73054 — 1969
- Wake Up Where You Are GRA Group — 2012

## Синглы
1. Incense and Peppermints / The Birdman of Alkatrash (UNI 55018 — 19 May 1967) #1
2. Tomorrow / Birds in My Tree (UNI 55046 — Dec 1967) #23
3. Sit With the Guru / Pretty Song From Psych-Out (UNI 55055 — Mar 1968) #65
4. Barefoot in Baltimore / An Angry Young Man (UNI 55076 — Aug 1968) #67
5. Sea Shell / Paxton’s Back Street Carnival (UNI 55093 — Oct 1968)
6. Stand By / Miss Attraction (UNI 55113 — Feb 1969)
7. Good Morning Starshine / Me and the Township (UNI 55125 — Apr 1969) #87
8. Desiree / Changes (UNI 55158 — Sep 1969)
9. Starting Out the Day / Small Package (UNI 55185 — 1969)
10. I Climbed the Mountain / Three (UNI 55190 — Dec 1969)
11. California Day / Three (UNI 55218 — Apr 1970)
12. Girl from the City / Three (UNI 55241 — Jul 1970)
13. Mr. Farmer (2012)

## Саундтреки
1. Psych-Out OST (UNI 1968)
2. Beyond the Valley of the Dolls (1970)

## Сборники
1. The Best of Strawberry Alarm Clock (UNI 73074 — 1970)
2. Changes (Vocalion VL 73915 — 1971)
3. Antology (1993)
4. Step by Step как Thee Sixpence